# Либуше Моникова
Либуше Моникова (на чешки: Libuše Moníková) е чешка университетска преподавателка и писателка на произведения в жанра драма и исторически роман. Пише на немски език.

## Биография и творчество
Либуше Моникова е родена на 30 август 1945 г. в Прага, Чехословакия. Има сестра и двама братя. Израства в пражкия квартал „Дейнице“. Въпреки че иска да бъде филмов режисьор, под влиянието на учителя си по немски в гимназията, в периода 1963 – 1968 г. следва английска и немска филология в Карловия университет. Благодарение на дипломната си работа на тема за адаптацията на Брехт на Шекспировата пиеса „Кориолан“, получава едногодишна стипендия през 1968 г. от университета в Гьотинген. През 1970 г. защитава докторска степен.
В Западна Германия се запознава с бъдещия си съпруг и на 28 септември 1970 г. се омъжва за германският студент Михаел Херцог. След смъртта на майка си и инвазията на военните сили на Варшавския договор и последвалите политически репресии, през 1971 г. напуска окончателно Чехословакия и емигрира в Гьотинген, Германия, където живее със съпруга си.
Работи като преподавателка в университета в Касел, а от 1977 г. в университета в Бремен. В периода 1978 – 1981 г. работи като учителка. От 1981 г. е писателка на свободна практика, първо в Бремен, след това в Берлин.
Започва да пише на немски език едва по време на престоя си в Германия. Повлияна от творбите на Франц Кафка, Хорхе Луис Борхес и Арно Шмит, нейните произведения включват фантастични и митични елементи, и са оформени от спомени от пражките години, опита при потушаването на Пражката пролет и изгнанието.
От 1988 г. е член на (Западната) Берлинската академия на изкуствата. В периода 1991 – 1996 г. е член на ПЕН клуба на Федерална република Германия, който напуска заради асоциацията с ПЕН клуба на Източна Германия. От 1993 г. е член на Германската академия за език и поезия в Дармщат.
През 1987 г. получава наградата „Алфред Дьоблин“ за романа „Фасадата“. През 1989 г. е удостоена с Международната литературна награда „Франц Кафка“. През 1991 г. е удостоена с Международната литературна награда „Аделберт фон Шамисо“. През 1992 г. получава Берлинската литературна награда и |Бременската литературна награда за „Treibeis“. През 1995 г. получава наградата “Розвита“. През 1997 г. е удостоена от президента Вацлав Хавел с медала „Ян Масарик“ и с Медал „За заслуги“, ІІ степен. Същата година получава и Федерален орден за заслуги на Федерална република Германия.
Либуше Моникова умира на 12 януари 1998 г. в Берлин, Германия. Погребана е в старото гробище „Свети Матеус“ в квартал „Шьонеберг“ на Берлин, в близост до гробовете на братя Грим и активистката за правата на жените Мина Кауер.

## Произведения
- Eine Schädigung – Újma (1981)
- Pavane für eine verstorbene Infantin – Pavana za zemřelou infantku (1983)
- Die Fassade – Fasáda (1987)
- Tetom und Tuba Tetom a Tuba (1987)
- Schloß, Aleph, Wunschtorte – Eseje o Kafkovi (1990)
- Unter Menschenfressern (1990)
- Treibeis – Ledová tříšť (1992)
- Prager Fenster – Pražské okno (1994)
- Verklärte Nacht – Zjasněná noc (1996)
- Der Taumel Závrať (2000)

## Книги за Либуше Моникова
- Libuse Monikova in Memoriam (2005) – от Бриджид Хейнс и Лин Марвен